# Iglesia de San Francisco (Santiago de Chile)
La Iglesia de San Francisco es un templo religioso de culto católico ubicado en el costado sur de la Alameda del Libertador General Bernardo O'Higgins, en la ciudad de Santiago, Chile. Edificada en el mismo lugar donde se encontraba la primera versión del templo, destruido por un terremoto en 1583, terminó su construcción en 1618 con muros de piedra y planta de cruz latina, lo que la convierte en el inmueble más antiguo de la capital y del país con fecha de edificación conocida.
Aunque sufrió diversas modificaciones, la iglesia conserva su estructura de piedra que forma su nave central y el transepto. Es el único ejemplar de la primera arquitectura de la ciudad, pues el resto sufrió las consecuencias de los terremotos que han afectado a la ciudad, en particular el de 1647; esto la posiciona como un referente icónico, histórico y patrimonial de Santiago. En conjunto con el convento adosado fue declarada como Monumento Histórico en 1951, e incluida en la lista tentativa de bienes que podrían ser postulados como Patrimonio de la Humanidad en 1998.

## Historia
En 1541, el conquistador Pedro de Valdivia fundó Santiago de Nueva Extremadura entre los brazos del río Mapocho. Tras la fundación de la ciudad, Valdivia solicitó al cabildo la sesión de un solar de tierra para establecer una ermita para la imagen de la Virgen del Socorro que transportaban sus huestes; el cabildo aceptó la propuesta y cedió los terrenos al borde del brazo sur del Mapocho (conocido como La Cañada) por considerarlos un "paraje lejano y peligroso".
La ermita fue administrada por la Orden de la Merced, quienes luego viajaron al sur acompañando a las huestes que iban a conquistar la Araucanía. En 1544, la Orden Franciscana solicitó la cesión de la ermita y de trece solares adjuntos a la congregación con el compromiso de la construcción de un templo para resguardar la figura de la Virgen. Los franciscanos ocuparon los terrenos de los mercedarios incluso después de que estos volvieran en 1554. La cesión fue finalmente aceptada por las autoridades coloniales y en 1575 se dio inicio a la construcción del templo con mano de obra indígena. El primer templo de adobe fue completamente destruido tras un temblor ocurrido en 1583. Los trabajos se reiniciaron y el 23 de septiembre de 1595, la figura de la Virgen del Socorro se coloca en la iglesia, que lleva dos tercios de la nave construida y parte del crucero.
La construcción de la iglesia finaliza en 1613. La iglesia, con planta de cruz latina y muros de piedra, cuenta con una torre, techo artesonado y sacristía. En los años posteriores se da inicio a la construcción del convento aledaño, compuesto por dos claustros construidos en 1628. Sin embargo, el Terremoto Magno del 13 de mayo de 1647 dañó gravemente el edificio, el cual perdió su torre y el segundo piso de los claustros.

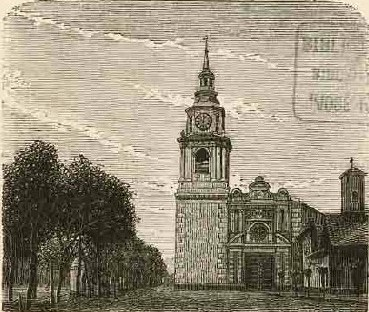
La Iglesia de San Francisco hacia el oriente (1872)

Rápidamente, fue reconstruida la torre y la iglesia siguió ampliándose. Se amplió un claustro, se construyeron dos nuevos y se instaló una enfermería en los conventos, mientras que en el templo se instalaron varias capillas laterales en su interior y un refectorio. Mientras en el exterior, huertos y jardines adornaban los alrededores, en el interior se instalaron elementos de arte colonial como la serie de cuadros de la vida de San Francisco de Asís, creada por Basilio Santa Cruz y traída desde el Perú en 1684.
En 1730, un nuevo terremoto azotó a la ciudad y los daños producidos en la torre forzaron a su demolición en 1751. Una tercera torre es construida y en 1758 se inaugura la portada principal de la iglesia diseñada con piedra sillar. En 1828 se pavimenta el piso de la iglesia con ladrillo, se instalan mámparas y la cajonería de la sacristía, realizada en caoba. Nuevamente, la torre de la iglesia es demolida en 1854 que es reemplazada por una diseñada por el arquitecto Fermín Vivaceta. La actual torre, terminada en 1857, cuenta con un reloj de cuatro esferas y su arquitectura es de características decimonónicas que logran armonizar con los rasgos coloniales presentes en el resto del templo.
La iglesia sigue expandiéndose durante fines del siglo XIX. Se completa la nave lateral sur y en 1865 se transforma la fachada de la iglesia. Posteriormente, se reparan las cubiertas de la iglesia y el claustro principal y en 1881 se reemplaza el antiguo altar de características barrocas por el actual, mientras se coloca mármol en las graderías del presbiterio, se repara el artesonado, se instalan figuras de yeso y decoración pintada y finalmente se estuca y decoran los muros internos y externos del templo. En 1895 se construye una capilla menor en la esquina nororiente de la iglesia, que completa la planta actual de forma rectangular.
Con la llegada del siglo XX, la Orden Franciscana comienza a sufrir problemas económicos, lo que la obliga a ceder gran parte del convento. La demolición de los claustros interiores se inicia en 1913 para luego dar forma al actual Barrio París-Londres. En 1929 sería creada una nueva fachada hacia la recién creada calle Londres. Con el fin de preservar el sitio, la iglesia fue declarada Monumento Nacional a través del Decreto Supremo 5058 del 6 de julio de 1951.
En 1960 se funda el Comité Pro-Restauración de San Francisco y en 1969 se abre el Museo de Arte Colonial de San Francisco. Entre 1972 y 1974 fueron restaurados la fachada, la torre y el órgano del templo. La restauración continuaría en 1986 luego de los graves daños que el terremoto de Santiago de 1985 causó a las naves laterales, el reloj y el dintel de entrada del coro del convento. En los años siguientes también fueron restauradas las obras de arte, especialmente el "Árbol Genealógico de la Orden Franciscana".
En septiembre de 2018, el templo celebró 400 años de su inauguración. Con este motivo, el Papa Francisco le concedió a la orden franciscana el privilegio de celebrar un Jubileo extraordinario durante todo 2018 y 2019. Así, quien visite el templo durante este período puede obtener la indulgencia plenaria bajo las normas establecidas por el derecho canónico.

## Arquitectura

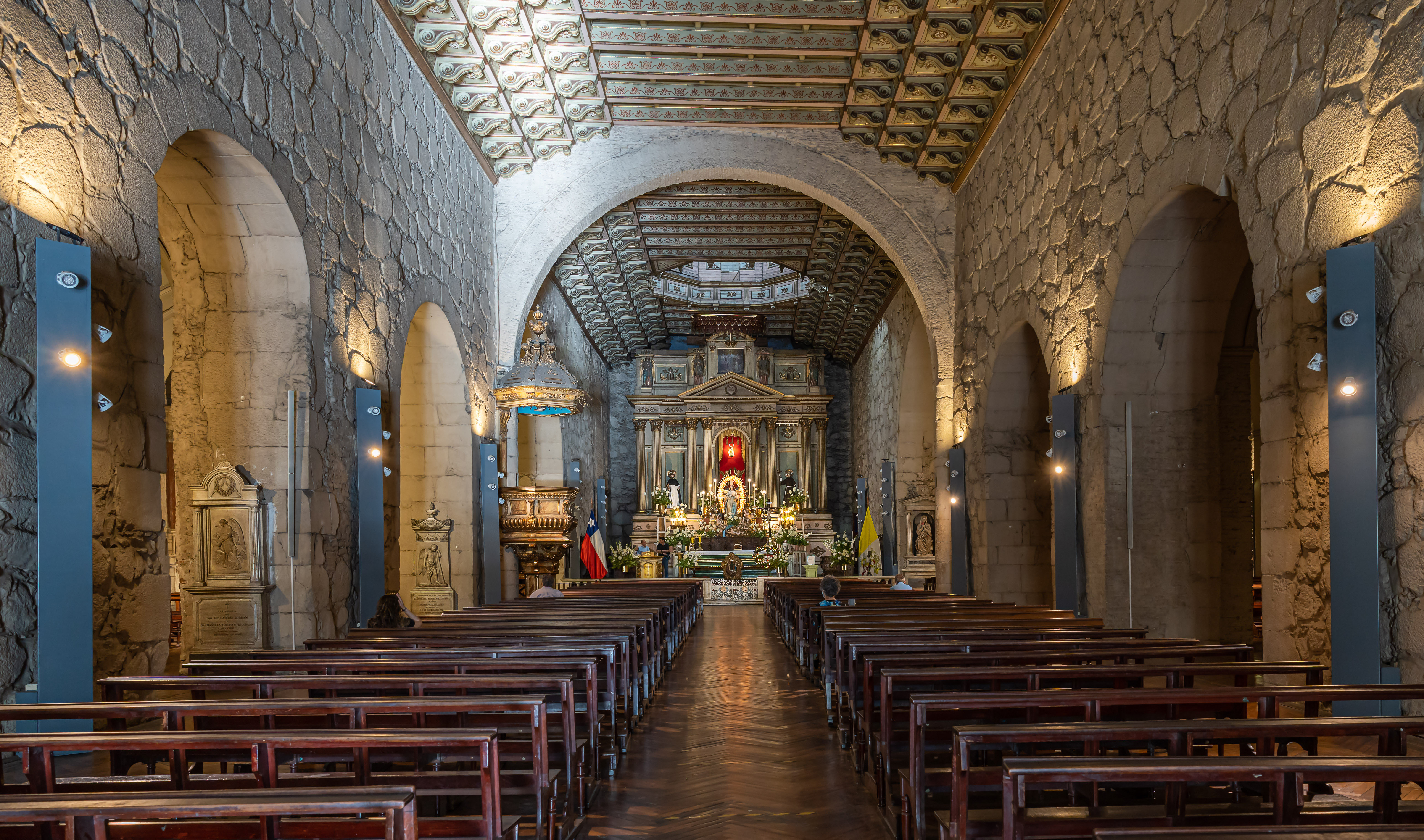
Vista del interior de la iglesia, con el altar mayor de fondo.

El templo originalmente era en planta de cruz, construida con grandes bloques de piedra. A fines del siglo XVIII se le erigieron en ladrillo naves laterales, perdiendo la forma de cruz y adquiriendo la rectangular que presenta actualmente. La estructura de la techumbre es de madera y las tejas de arcilla. El artesonado que decora la nave central es uno de los elementos más notables de la iglesia; es de estilo mudéjar y su construcción comenzó en 1615. También merece especial mención la puerta que comunica la sacristía con el claustro; en tres hojas que llenan 5 por 3 metros, es de madera de ciprés prolijamente tallada.
Los claustros tienen muros de adobe; la techumbre y la tabiquería del segundo piso son de madera, en tanto la arquería que enmarca los corredores exteriores -sostenida por macizas columnas toscanas, es de ladrillo. Los claustros albergan hasta hoy obras de arte de gran valor. Destacan entre ellas los 42 lienzos de la escuela cuzqueña que representan la vida de San Francisco, y que datan de la segunda mitad del siglo XVII. Actualmente funciona en estas dependencias el Museo de Arte Colonial, que alberga una de las mayores colecciones de arte colonial del continente.